# Усакли (Архангельський район)
Усакли́ (рос. Усаклы, башк. Уҫаҡлы) — присілок у складі Архангельського району Башкортостану, Росія. Входить до складу Бакалдінської сільської ради.
Населення — 217 осіб (2010; 226 в 2002).
Національний склад:
- башкири — 49 %
- росіяни — 40 %